# Salasser

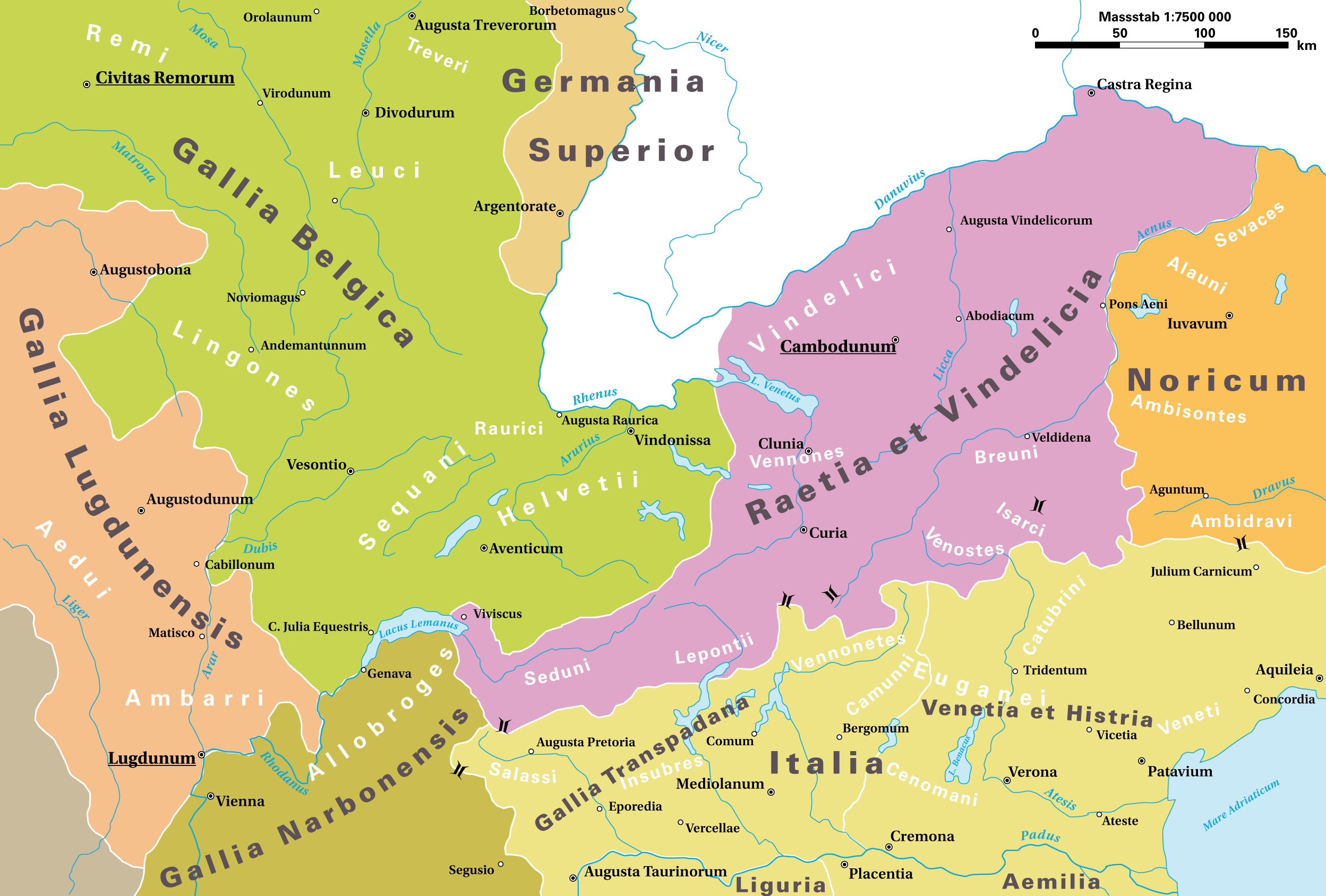
Karta som visar västra alperna år 14 e.Kr. och den geografiska placeringen på några folkstammar, bland dessa salasserna.

Salasser var en liten keltisk folkstam som bodde i Cisalpina Gallien i norra Italien. Deras område var framförallt dalen Dora Balteas. De hade rika guldvaskerier. De erövrades av romarna under Augustus 26 f.Kr.